# 布里瑟朗
布里瑟朗（德語：Brieselang）是德国勃兰登堡州的一个市镇，隶属于哈弗尔兰县。总面积为44.34平方千米，截至2020年总人口为12193人。